# Popliteales Pterygiumsyndrom
Ein Popliteales Pterygiumsyndrom (PPS) ist eine sehr seltene angeborene Erkrankung mit einem vererbten Gendefekt, die das Gesicht, die Gliedmaßen und den Genitalbereich betrifft.
Der Begriff PPS wurde von Gorlin im Jahr 1968 geprägt auf der Grundlage der äußerst seltenen Fehlbildungen, das popliteale Pterygium (eine Verwachsung in der Kniekehle).
Synonyme sind: Popliteales Pterygium-Syndrom, autosomal-dominantes; Faciogenitopopliteales Syndrom; Popliteales Flügelfell-Syndrom; facial-genito-popliteales Syndrom; Fèvre-Languepin-Syndrom; englisch Popliteal Pterygiumsyndrome; CLEFT LIP/PALATE, PARAMEDIAN MUCOUS CYSTS OF THE LOWER LIP, POPLITEAL PTERYGIUM, DIGITAL AND GENITAL ANOMALIES
Die Erstbeschreibung stammt aus dem Jahre 1948 durch E. Lewis.

## Klinische Merkmale
Die Symptome des poplitealen Pterygiumsyndroms variieren stark, aber enthalten folgende:
- Befund an den Gliedmaßen: Ein Bindegewebsstrang verläuft von der Kniekehle herunter bis zur Ferse (90 %), Syndaktylie.
- Befund im Gesicht: Lippen-Kiefer-Gaumenspalte mit oder ohne Lippenspalte (75 %), Unterlippenfistel (40 %) und Verwachsungen im Rachenraum (Synechien) (25 %)
- Befund im Genitalbereich (50 %): Hypoplasie der Labia Majora, Fehlbildung des Hodensacks und Lageanomalie des Hodens

## Epidemiologie
Die Diagnose von PPS wurde in verschiedenen ethnischen Gruppen, inklusive der kaukasischen, japanischen und Subsahara-afrikanischen, durchgeführt. Männer und Frauen sind gleichermaßen von diesem Syndrom betroffen. Da die Fehlbildung sehr selten ist, ist die Zahl der Betroffenen schwer zu schätzen. Sie wird auf ca. 1 zu 300.000 geschätzt.
Es gibt auch eine letal verlaufende Form.

## Genetik

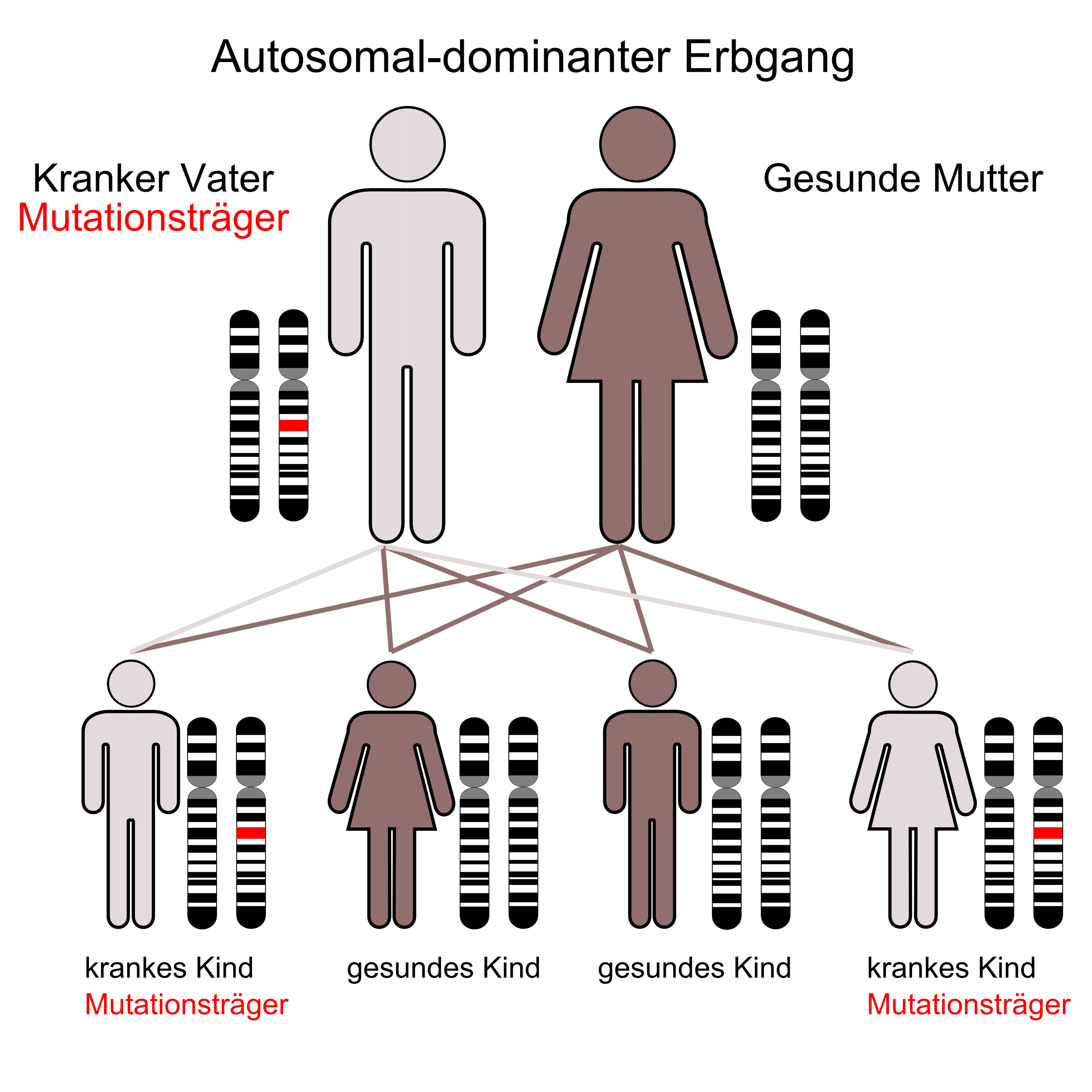
Das popliteale Pterygiumsyndrome ist ein autosomal-dominant vererbtes Merkmal.

Der Genlocus für PPS wurde auf dem ersten Chromosom im Jahr 1999 entdeckt.
Die Fehlbildung wird autosomal-dominant vererbt. Sie entsteht aufgrund einer Mutation des IRF6-Gens am Genort 1q32.2.

## Ähnlichkeit mit dem Van-der-Woude-Syndrom
Das Van-der-Woude-Syndrom (VDWS) und das popliteale Pterygiumsyndrom (PPS) sind allelische Varianten der gleichen Veränderung, die durch verschiedene Mutationen des gleichen Gens verursacht wurden. PPS enthält alle Merkmale des VDWS und zusätzlich noch das popliteale Pterygium, Synechien, ausgeprägte Zehen-/Nägel-Abnormitäten, Syndaktylie, und genito-urinale Fehlbildungen.